# 豊岡陣屋

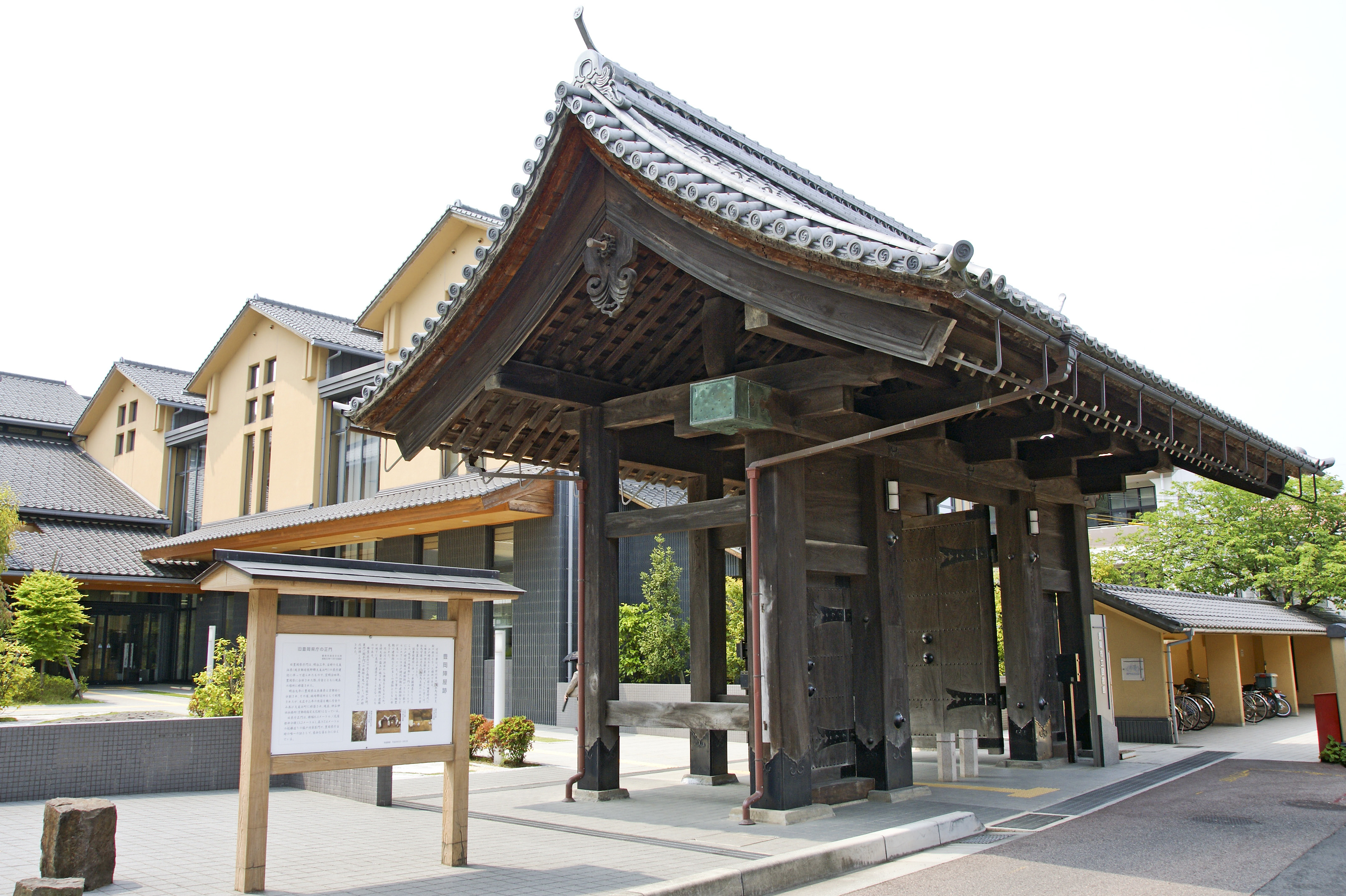
豊岡陣屋跡、旧豊岡県庁正門

豊岡陣屋（とよおかじんや）は、兵庫県豊岡市京町（但馬国城崎郡）にあった陣屋で、豊岡藩の藩庁である。

## 概要
陣屋は寛文8年（1668年）京極高盛が移封し、戦国期の豊岡城址の山麓に築かれたものである。豊岡城2万石の城主であった杉原氏は関ヶ原の戦いで西軍に与していたが、浅野長政の娘婿であることから、執り成しで旧領安堵されたが、3代藩主重玄の時嗣子なく改易となり、天領となった。
京極氏が3万5千石で入封し、4代高寛は10歳で没し、このため6歳の弟高永が1万5千石に減封の上、家名相続が許され、減封に伴い家臣を大幅に除籍し、6代藩主高品の代になっても藩内の混乱は収まらなかった。
9代高厚の代に明治維新を迎えた。
陣屋址は豊岡市立図書館の敷地になっており、明治時代の豊岡県庁の表門が現存する。

## 遺構
陣屋表門が出石町の福成寺に、門2棟が市内長松寺と慈等寺に移築現存する。